# تمثال ألكسندر بوشكين (تاغانروغ)
تمثال ألكسندر بوشكين هو تمثال علي الهواء الطلق تم تركيبه في عام 1986 في مدينة تاغانروغ بروسيا. وهي تمثل الشاعر ألكسندر بوشكين حاملاً قفازاته في يده اليمنى ويتكئ على عمود. إنه عمل النحات جورجي نيرودا (1895-1983) والمهندس المعماري بيوتر بوندارينكو (1941-2013).

## تاريخ ووصف
أقيم النصب التذكاري في عام 1986 من أجل إحياء ذكرى زيارة تاغانروغ للكاتب ألكسندر بوشكين في يونيو عام 1820 ، والذي رافقه الجنرال نيكولاي رايفسكي، الذي كان صديقه وبطلًا في حرب عام 1812.
نصب ألكسندر بوشكين مصنوع من البرونز، صممه النحات جورجي نيرودا والمعماري بيوتر بوندارينكو. في الأصل تم تركيب النصب التذكاري في الطريق الذي واجهه جسر بوشكين، على بعد 10 إلي 15 متر شمال غرب الدرج الحجري بالمدينة.
في عام 2002، تم إعادة بناء سد بوشكين وتركيب النصب التذكاري في الذكرى الـ 300 لمدينة تاغانروغ. تم نقل النصب التذكاري لالكسندر بوشكين 150 متر نحو مبنى نادي اليخوت. عندما تم تحريكها، تم استبدال القاعدة المستطيلة السابقة أيضًا بقاعدة مستديرة جديدة.